# ショーンK
ショーン K（1968年3月21日 - ）若しくは、ショーン・マクアードル川上（Sean McArdle Kawakami）は、元ラジオパーソナリティー、元ナレーター、元タレント。本名は川上 伸一郎。2024年4月現在、サンディ所属のまま、都内の不動産管理会社顧問を兼任。

## 人物

### 自称
本人のオフィシャルサイトによれば、「ニューヨーク市でアイルランド系アメリカ人の父と日本人の母の間に生まれ、11歳の時に日本に渡り、高校卒業まで日本で過ごした」とされる。
また、2009年5月に放送されたテレビ番組では「父がアメリカと日本の半分、母が日本と台湾の半分」と出自を語った。2007年には「私は、小学校5年生の時にアメリカから日本に来て、それから日本語を必死で覚えました」とインタビューで述べている。
その後、テンプル大学でBA、ハーバード・ビジネス・スクールでMBAを取得。パリ第1大学パンテオン・ソルボンヌに留学としていたとされる。
1995年にニューヨークに本社を置き国際的な経営コンサルティングとプライベートエクイティ投資を業務内容とするブラッドストーン・マネジメント・イニシアティブ・リミテッドを設立し社長に就任した。「ヨーロッパやアジアの国や地方自治体のためのアドバイザリー（顧問）業務に従事している」としていた。
2016年3月15日にサンディのオフィシャルサイトに掲載された「お知らせ」では、ショーンKは「自分で独立してコンサルティング業務を行うようになったのは、1995年頃です。私が主宰するブラッドストーン・マネジメント・イニシアティブ・リミテッドは2002年に設立ですが、その前からコンサルタント業務を行い、いわゆる法人成りしています」と述べている。
|          | 自称 | 実際               |
| -------- | --- | ------------------ |
| 両親     | 父：アイルランド-アメリカ系日本人、母：日本人 若しくは、 父：アメリカと日本の半分、母：日本と台湾の半分 | 日本人             |
| 出生地   | アメリカ合衆国 ニューヨーク市                                                                           | 日本 熊本県        |
| 来日時期 | 小学校5年生の時にアメリカから日本に来る                                                                 | 日本出身           |
| 職歴1    | 経営コンサルタント                                                                                      | ラジオDJ           |
| 職歴2    | 独立し、年商30億円の社長 （ブラッドストーン・マネジメント・イニシアティブ・リミテッド社）               | ペーパーカンパニー |

### 学歴詐称報道とその後
2016年3月に週刊文春が、本名が川上伸一郎という日本人であり、「テンプル大学でBA、ハーバード・ビジネス・スクールでMBAを取得。パリ第1大学パンテオン・ソルボンヌに留学」としていた経歴は虚偽ではないかと報じた。
その後、所属事務所の公式ウェブサイトでこの件について虚偽を認めて謝罪し、実際には、テンプル大学ジャパンキャンパス（学校教育法上の学校として認められたのは2006年から）を入学後程なくして中退しており、卒業後に在学していたとされていたハーバード大学も、パリ大学も共に「オープンキャンパスの講義を取ったのみで、学士を含め学位・修了書が発行されるプログラムには一切参加していない」ことを認めた。
この影響で、出演中・出演予定のテレビ・ラジオ番組からの出演自粛を発表。この活動自粛に伴って、長年のレギュラー番組である『MAKE IT 21』も打ち切りが決定し、同年4月から司会として出演が予定されていた報道・情報番組『ユアタイム』も放送開始前に降板した。
|        | 自称                                             | 実際                                                 |
| ------ | ------------------------------------------------ | ---------------------------------------------------- |
| 氏名   | ショーン K 若しくは、 ショーン・マクアードル川上 | 川上 伸一郎                                          |
| 大学   | テンプル大学でBAを取得                           | テンプル大学ジャパンキャンパスを入学後程なくして中退 |
| 大学院 | ハーバード・ビジネス・スクールでMBAを取得        | オープンキャンパスの授業を取ったのみ                 |
| 留学   | パリ第1大学パンテオン・ソルボンヌに留学          | オープンキャンパスの授業を取ったのみ                 |

### その後
その後、2018年1月1日放送のTOKYO MX元日特別番組『世界見聞録～モンゴルで経済と豊かさを考える旅』で、1年10か月ぶりにテレビ出演したが、全方面のメディア活動を積極的に行う意思はないと表明した。

## 出演

### ラジオ

#### 過去のレギュラー
- PRIME FACTOR（J-WAVE、2013年10月5日 - 2015年9月26日）
- MAKE IT 21（J-WAVE、2000年10月7日 - 2016年3月12日）

### テレビ

#### 過去
- 世界見聞録～モンゴルで経済と豊かさを考える旅（TOKYO MX、2018年1月1日） - ナビゲーター
- 産業新時代を拓いた挑戦者達〜マゼランの魂（ソウル）（テレビ東京系列、BSジャパン） - キャスター
- MAKE IT 21 TV（ダイワ・証券情報TV）
- インサイト×オンサイト 街から見えるエコノミー（ダイワ・証券情報TV）
- 3か月トピック英会話「1日まるごと英語で話そう! 〜意外に知らない日常表現〜」（NHK教育、2005年） - ナレーター
- 3か月トピック英会話「栗原はるみの挑戦 こころを伝える英語」（NHK教育、2006年） - ナレーター
- IRリポート（テレビ東京、2001年10月6日 - 2002年3月23日） - MC
- とくダネ!（フジテレビ系列、2010年8月 - 2016年3月11日） - 金曜コメンテーター
- チャンネル生回転TV Newsザップ!（BSスカパー!、2014年10月8日 - 2016年3月7日） - 月曜コメンテーター※2016年1月18日の放送より水曜から月曜に担当が変更。また、他の曜日を担当することや、MCを代行することもある。
- 報道ステーション（テレビ朝日系列、2015年3月30日 - 2016年3月9日） - 水曜コメンテーター※2016年1月20日の放送より木曜から水曜に担当が変更。
- BSフジLIVE ソーシャルTV ザ・コンパス（BSフジ）
- ザ・ビジョナリー〜異才の花押〜（TOKYO MX、2018年7月3日 - 12月24日） - ナビゲーター

### CM
- インテル（日本語版キャッチコピー「インテル、入ってる」のナレーション）[19]
- キリンビバレッジ「午後の紅茶」（CM最後の“キリン 午後の紅茶”のナレーション）
- 日産自動車「フーガ」
- 大和証券グループ（CM最後の会社コールおよびナレーション）
- 三菱自動車「アウトランダーPHEV」

### 司会
- 国際芸術コンペティション アートオリンピア2019

## 著書
- 『MBA講義生中継 経営戦略』 TAC出版 2007年 ISBN 4-81-321854-7
- 『プロフェッショナルの5条件』朝日新聞出版 2009年 ISBN 978-4-02-330432-1
- 『自分力を鍛える』あさ出版 ISBN 978-4-86063-242-7
- 『ショーンKの即聴⇔即答ビジネス英語トレーニング』 アルク　2004年 ISBN 978-4-7574-0820-3
- 『成功前夜 21の起業ストーリー』 ソフトバンククリエイティブ 2005年 ISBN 4-79-733007-4